# 大盧基 (烏克蘭)
50°44′43″N 34°9′43″E / 50.74528°N 34.16194°E
大盧基（烏克蘭語：Великі Луки）是位於烏克蘭東北部的村莊，由蘇梅州蘇梅區的列别金市镇負責管轄。該村處於維利尚卡河畔，距離韋爾赫內2公里，海拔高度117米，2001年人口20。